# Plan Worek

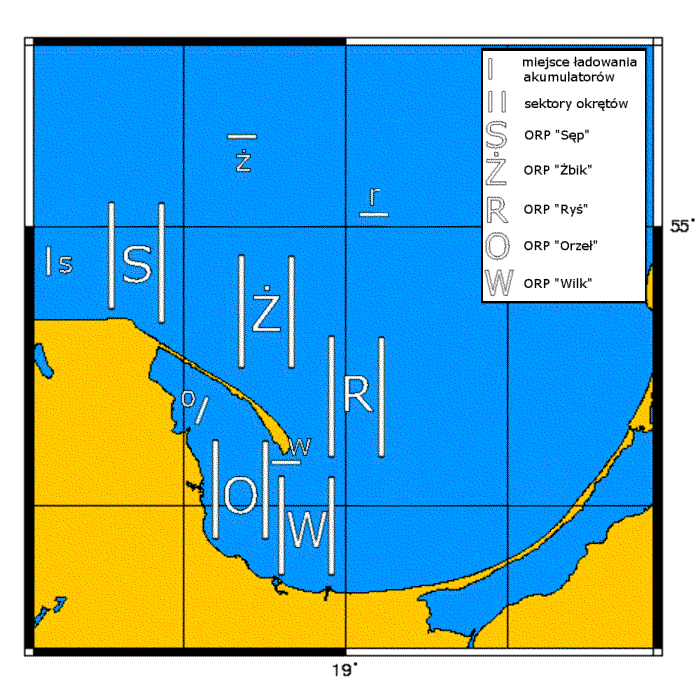
Sektoren der U-Boote
: Akkuladezone
: Kampfgebiet

Plan Worek war eine Operation der Polnischen Marine zu Beginn des Zweiten Weltkrieges im September 1939. Fünf polnische U-Boote sollten die Küsten Polens gegen Seelandungen und Artillerieangriffe der deutschen Kriegsmarine verteidigen. Die Operation war ein Fehlschlag. Drei U-Boot-Besatzungen ließen sich in Schweden internieren, zwei konnten nach Großbritannien durchbrechen.

## Vorgeschichte und Planung

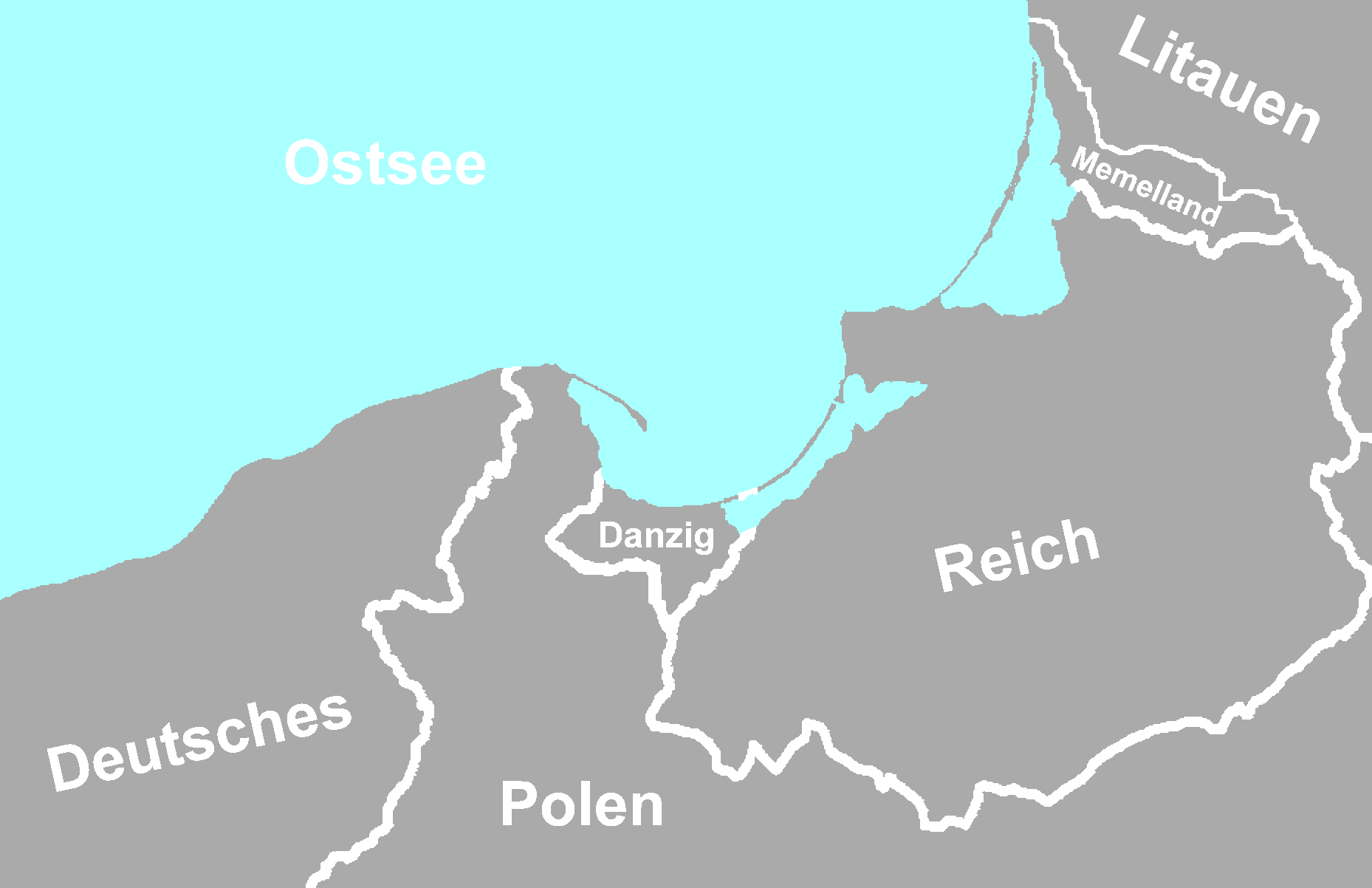
Grenzverlauf 1939
Die Freie Stadt Danzig stand offiziell unter Aufsicht des Völkerbundes, war aber de facto mit dem „Dritten Reich“ verbündet. Das Memelland wurde am 22. März 1939 an das Reich angeschlossen.

Bei Beginn des Krieges war die polnische Marine der deutschen Kriegsmarine weit unterlegen. (siehe: Kräfteverhältnis zu Beginn des Krieges)
Die Führung der polnischen Marine unter Konteradmiral Józef Unrug war sich der deutschen Überlegenheit bewusst und evakuierte am Vorabend des Krieges im Rahmen der Operation Peking drei Zerstörer nach England, um sie dem deutschen Zugriff zu entziehen. Plan Worek sah den Einsatz aller fünf U-Boote der polnischen Marine vor. Die U-Boote sollten in der Danziger Bucht und nördlich der Halbinsel Hela patrouillieren. Im Gegensatz zu den zwei neuen Booten der Orzeł-Klasse waren die drei Boote der Wilk-Klasse in der Lage, Seeminen zu verlegen und sollten die gegnerischen Zufahrtswege verminen. Jedem U-Boot wurde ein Patrouillengebiet zugewiesen. In der Nacht sollten die U-Boote in vorgesehenen Seegebieten ihre Akkumulatoren aufladen.
Geplante Ziele der Operation waren mögliche deutsche Landungskräfte und Kriegsschiffe, die polnische Küstenstellungen beschießen. Insbesondere sollte die zentrale befestigte Basis der polnischen Marine in Hel gesichert werden. Falls möglich sollten auch unbewaffnete deutsche Handels- und Transportschiffe entsprechend dem international geltenden Prisenrecht aufgebracht und versenkt werden.

## Verlauf der Operation
Kurz nach Beginn der Kampfhandlungen am 1. September 1939 verließen alle fünf U-Boote ihre Basen und liefen im Laufe des Tages in die geplanten Operationsgebiete. Schon am ersten Tag wurden die U-Boote von der deutschen Luftwaffe intensiv mit Wasserbomben angegriffen. Die Boote wurden durch die ständigen Angriffe und die flächendeckende Luftüberwachung unter Wasser gedrückt und waren nicht in der Lage, offensiv aufzutreten. Auch die Überwassereinheiten kamen nicht zum Zug. Die vor der polnischen Küste verbliebenen größeren polnischen Kriegsschiffe Gryf und Wicher wurden bis zum 3. September kampfunfähig geschossen. Bis Mitte September entschieden die einzelnen Kommandanten der U-Boote selbständig, die sinnlos gewordene Operation abzubrechen, die zugewiesenen Seegebiete zu verlassen und in neutrale oder verbündete Häfen zu fahren.

### ORP Orzeł
Der befohlene Sektor ORP Orzełs lag im Westen der Danziger Bucht östlich Jastarnia und westlich der Mündung der Weichsel. Obwohl das Boot mehrfach angegriffen wurde, erlitt es keine signifikanten Schäden. Trotzdem verließ das Boot sein Operationsgebiet bereits am 4. September, lief am 15. September das neutrale Estland an und wurde am Folgetag interniert. Das Boot konnte jedoch am 18. September durch eine List der Besatzung auslaufen und nach Großbritannien durchbrechen. Orzeł erreichte Schottland am 12. Oktober.

### ORP Wilk
ORP Wilks geplantes Patrouillengebiet lag östlich der Weichselmündung in der Danziger Bucht. Das Boot legte am 3. September 20 Seeminen. Wilk überstand mehrere Angriffe relativ unbeschadet. Am 10. September verließ das U-Boot auf Befehl der Basis den zugewiesenen Sektor und erreichte Schottland am 20. September. Am 7. Dezember 1939 lief das deutsche Fischerboot MFK Pil 55 auf eine wahrscheinlich von Wilk gelegte Seemine und sank.

### ORP Sęp
ORP Sęps zugewiesenes Seegebiet lag nordwestlich der Halbinsel Hel. Das Boot wurde bis zum 4. September mehrfach angegriffen und schwer beschädigt. Die angeschlagene Sęp konnte sich in das neutrale Schweden absetzen. Die Besatzung ließ sich dort am 16. September freiwillig internieren.

### ORP Żbik
ORP Żbik sollte nördlich der Halbinsel Hel operieren. Das Boot wurde am 3. September von dem deutschen U-Boot U 14 erfolglos mit Torpedos angegriffen. Am 8. September wurden 20 Seeminen gelegt. Das deutsche Minensuchboot M 85 lief am 1. Oktober auf eine dieser Minen und sank. Das war vermutlich der einzige Erfolg des Plan Worek. Żbik verließ sein Patrouillengebiet infolge Treibstoffmangels am 25. September. Die Besatzung ließ sich in Schweden freiwillig internieren.

### ORP Ryś
Das geplante Operationsgebiet von ORP Ryś lag nordöstlich der Halbinsel Hel. Am 2. September wurde das Boot mit Wasserbomben angegriffen, konnte aber am 3. September östlich Hel seine 20 Seeminen legen. Nach einem folgenden Artillerieduell mit deutschen Überwassereinheiten und einem schweren Luftangriff kehrte Ryś am 4. September zur Reparatur in die Basis zurück und lief am nächsten Tag wieder aus. Die Besatzung ließ sich am 18. September in Schweden freiwillig internieren.

## Abschlussbetrachtung
Abgesehen von einem deutschen Minensuchboot, das kurz vor Ende der Kampfhandlungen auf eine Mine lief, konnte keines der geplanten Ziele erreicht werden. Da die deutsche Kriegsmarine 1939 keine Seelandungen in Polen durchführte, lief eine der geplanten Aufgaben der U-Boote ins Leere. Die anderen deutschen Kriegsschiffe konnten nicht direkt angegriffen werden, weil die erdrückende deutsche Luftüberlegenheit die Boote in eine defensive Rolle zwang und keinerlei offensive Maßnahmen zuließ. Der Plan Worek war ein kompletter Fehlschlag.
Die Festsetzung der ORP Orzeł in Estland und ihre anschließende Flucht führten zu diplomatischen Verwicklungen zwischen der mit dem Deutschen Reich verbündeten Sowjetunion und Estland. Die Vorgänge um die ORP Orzeł wurden in der sowjetischen und deutschen Propaganda als Orzeł-Zwischenfall bezeichnet und dienten 1940 als einer der Vorwände für die sowjetische Invasion in Estland. Der sowjetische Einmarsch im Baltikum war infolge des deutsch-sowjetischen Nichtangriffspaktes (Hitler-Stalin-Pakt) in Wahrheit schon lange beschlossen.
Allerdings ging kein einziges polnisches U-Boot verloren. Alle fünf Boote konnten sich in befreundete oder neutrale Häfen retten.
Eine Alternative zur Operation Worek wäre gewesen, die U-Boote fern der deutschen Basen in offener See operieren zu lassen, wo sie ungebunden gegen deutsche und später sowjetische Transport- und Handelsschiffe hätten vorgehen können. Ob das zu einem anderen Verlauf im Seekrieg geführt hätte, ist angesichts der erdrückenden deutschen und sowjetischen Überlegenheit und der Enge der Ostsee allerdings fraglich. Auf den Kriegsverlauf zu Lande hätte diese Option keinerlei Einfluss gehabt.
Im Nachhinein betrachtet wäre es sicherlich erfolgreicher gewesen, zumindest die U-Boote der damals modernen Orzeł-Klasse genauso wie die Zerstörer nach England zu evakuieren. Das hätte aber eine komplette Aufgabe der polnischen maritimen Verteidigung bedeutet. Das polnische Oberkommando unter Marschall Edward Rydz-Śmigły hätte also schon im August 1939 von einer Niederlage innerhalb eines Monats ausgehen müssen. Von einem derart schnellen und totalen Sieg ist aber nicht einmal das deutsche Oberkommando ausgegangen, obwohl es im Gegensatz zu den Polen über die geplante sowjetische Invasion in Ostpolen informiert war. Außerdem hofften die Polen aufgrund der Anglo-Französischen Garantieerklärung vom 30. März 1939 auf eine schnelle und wirksame militärische Unterstützung durch ihre westeuropäischen Alliierten in Frankreich und Großbritannien, die nicht erfolgte.

## Erläuterungen und Referenzen
1. ↑  In der polnischen Sprache bedeutet Worek Sack oder Beutel.
2. ↑  Zu diesem Angriff gibt es widersprechende Angaben.  bestätigt den Angriff durch U 14 unter Kplt. Wellner am 3. September 1939. Żbik. In: polishnavy.pl. Archiviert vom Original (nicht mehr online verfügbar) am 7. März 2011; abgerufen am 27. April 2025 (englisch). geht von einem misslungenen Torpedoangriff durch U 22 bei Position 55° 38′ N, 18° 54′ O unter Kplt. Werner Winter am 7. September 1939 aus. Winter meldete einen Treffer. Aufgrund der deutschen Torpedokrise ist es sogar denkbar, dass beide Angaben wahr sind, es also zwei misslungene Torpedoangriffe gab.